# Nuit Centrale Verticale
La Nuit Centrale Verticale ou NCV est une association étudiante de CentraleSupélec qui organise chaque année des compétitions d'escalade en bloc et en difficulté. Elles ont lieu sur le campus de CentraleSupélec, à Gif-sur-Yvette, dans les salles d'escalade de l'Ecole. 
L'événement phare de l'association est le week-end qu'elle organise fin novembre, composé de deux compétitions distinctes : le samedi (après-midi et soir) se déroule la Nuit Centrale Verticale, une compétition étudiante d'escalade de bloc et de voie, puis le dimanche ont lieu les Centrale Vertical Games, compétition semi-professionnelle accueillant chaque année des grimpeurs de niveau international. L'association organise également chaque année l'Open Blocs CentraleSupélec, une compétition détendue mêlant grimpe et activités autour de l’escalade. 
Les événements de la NCV sont reconnus pour leur ambiance toujours agréable pour les participants et spectateurs, . Elle se démarque par ses nombreuses activités et ses crêpes gratuites et illimitées ! 

## Nuit Centrale Verticale
La Nuit Centrale Verticale est l’événement principal organisé par l’association éponyme. Il s’agit d’une compétition étudiante d’escalade se déroulant sur une journée, généralement un samedi de fin novembre. L'événement comprend deux compétitions distinctes : une épreuve de bloc et une épreuve de voie, organisées en parallèle dans les différentes salles de l'école.
Les phases de qualification, d'une durée de quatre heures, permettent d'établir un classement provisoire. À l’issue de ces qualifications, les six meilleures grimpeuses et les six meilleurs grimpeurs de chaque discipline sont sélectionnés pour participer aux finales.
Les finales se déroulent dans une ambiance particulière : les salle sont plongées dans le noir et éclairées uniquement par des jeux de lumière, créant un cadre immersif et spectaculaire.
En parallèle des épreuves sportives, de nombreuses activités ludiques sont proposées, ouvertes aux spectateurs comme aux participants. Ces animations, très appréciées des participant·e·s, contribuent à l’atmosphère conviviale et festive de l’événement. Elles permettent également d’occuper les grimpeurs entre les phases de qualification et les finales, durant lesquelles la salle de bloc est temporairement fermée afin d’ouvrir de nouveaux blocs spécialement conçus pour les finales.
Enfin, un autre aspect distinctif de l'association est la distribution gratuite de crêpes durant ses événements, préparées et servies par les membres de l’association. Lors de la dernière édition, plus de 5 000 crêpes ont été produites et offertes durant le week-end. Fidèle à ses engagements écologiques, l’association privilégie des ingrédients locaux et sans huile de palme pour leur confection.

## Centrale Vertical Games
Après la compétition étudiante de bloc et de voie du samedi, le week-end se prolonge avec les Centrale Vertical Games, une compétition de bloc semi-professionnelle. Cet événement, qui rassemble des grimpeurs et grimpeuses de haut niveau venus de toute la France, reprend le format de la Nuit Centrale Verticale. 
Comme la veille, la journée est rythmée par une phase de qualification suivie d’une réouverture de la salle, durant laquelle de nouveaux blocs sont spécialement ouverts pour les finales. Ces dernières se déroulent dans la même ambiance spectaculaire : les murs d’escalade sont éclairés par des jeux de lumière dans une salle plongée dans l’obscurité, créant une expérience unique tant pour les grimpeurs que pour le public.
Les Centrale Vertical Games conservent également l’esprit convivial de l’événement, avec la mise en place d’activités ludiques accessibles à tous ainsi que la distribution gratuite de crêpes, toujours réalisées avec des produits locaux et sans huile de palme. Ce moment de partage vient clôturer un week-end entièrement dédié à l’escalade, combinant performance sportive, ambiance festive et engagement associatif.